# Лёотайпыяваам
Лёотайпыяваам (Льоотайпываям, Лоотайпываам) — река на Дальнем Востоке России. Протекает по территории Чаунского района Чукотского автономного округа. Длина реки составляет 44 км.
Название в переводе с чукот. — «река у обнаруженной преграды».
Берёт истоки у южного подножия безымянной сопки высотой 823 м, протекает юго-западном направлении по заболоченной части Чаунской низменности, в низовье вдоль побережья Чаунской губы, впадает в Млелювеем справа.
Реку пересекает автодорога Певек — Комсомольский, в этом месте возведён мост.